# Machados de bronze cerimoniais da Indonésia

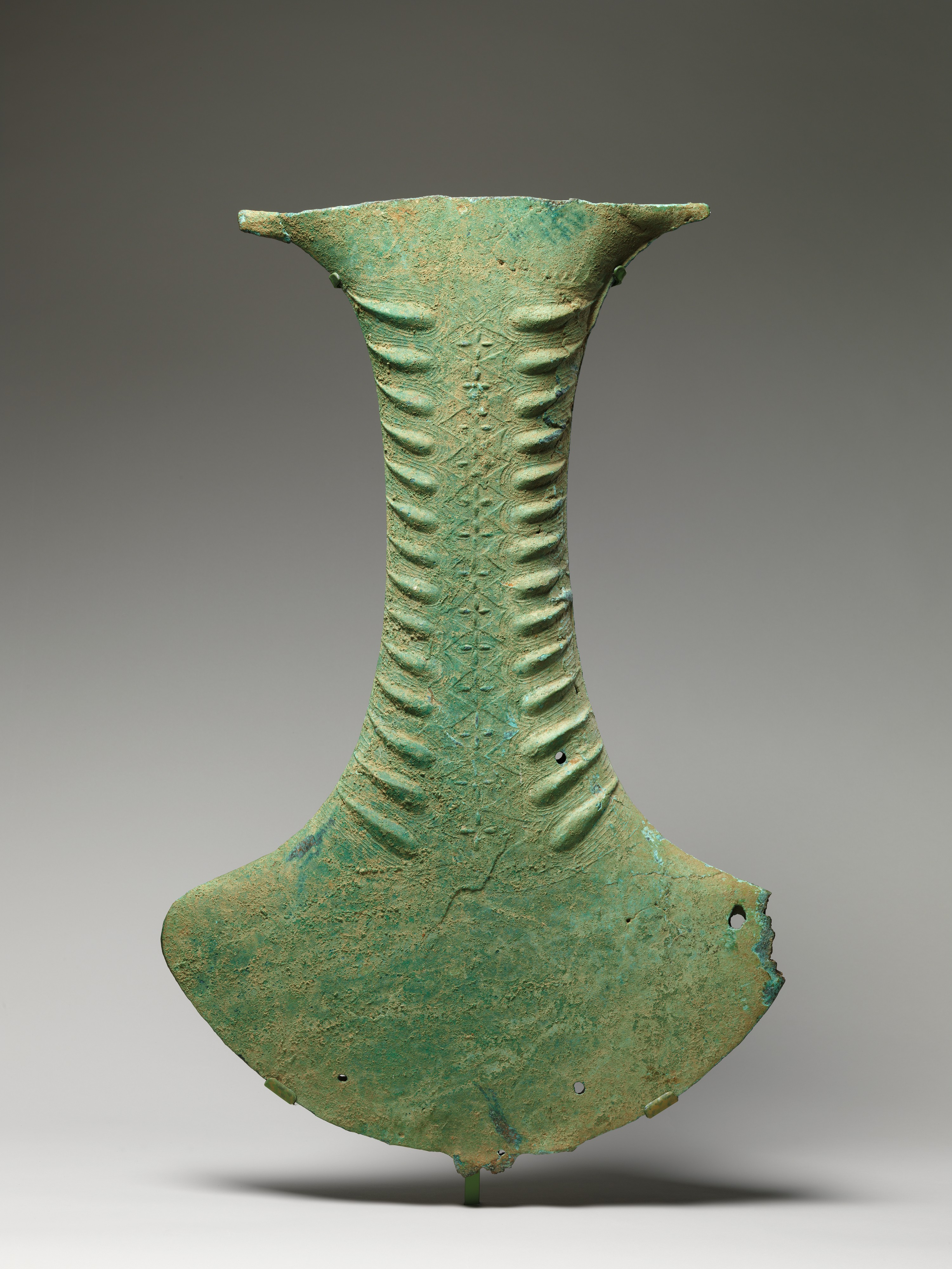
Este machado de bronze cerimonial encontrado em Sulawesi tem semelhança com outros machados de bronze da ilha Roti, que podem ser usados como objectos cerimoniais como um instrumento de percussão ou como um reservatório de água.

Os machados de bronze cerimoniais indonésios foram objectos da Idade do Bronze que foram produzidos no arquipélago Indonésio, entre o 1.º e o 2.º século d.C.. Sítios arqueológicos em Java, Bali e Celebes, a leste das ilhas, e em torno do Lago Sentani em Papua, foram descobertos diversos machados, mostrando estes objectos de bronze no centro de uma de produção de objectos em bronze ou em locais de sepultamento. Eles são um testemunho da extensa rede de comércio nas ilhas do arquipélago do primeiro milénio d.C., o que leva a pensar que estes objectos tenham algum tipo de ligação com a cultura Dong Son.

## Arqueologia

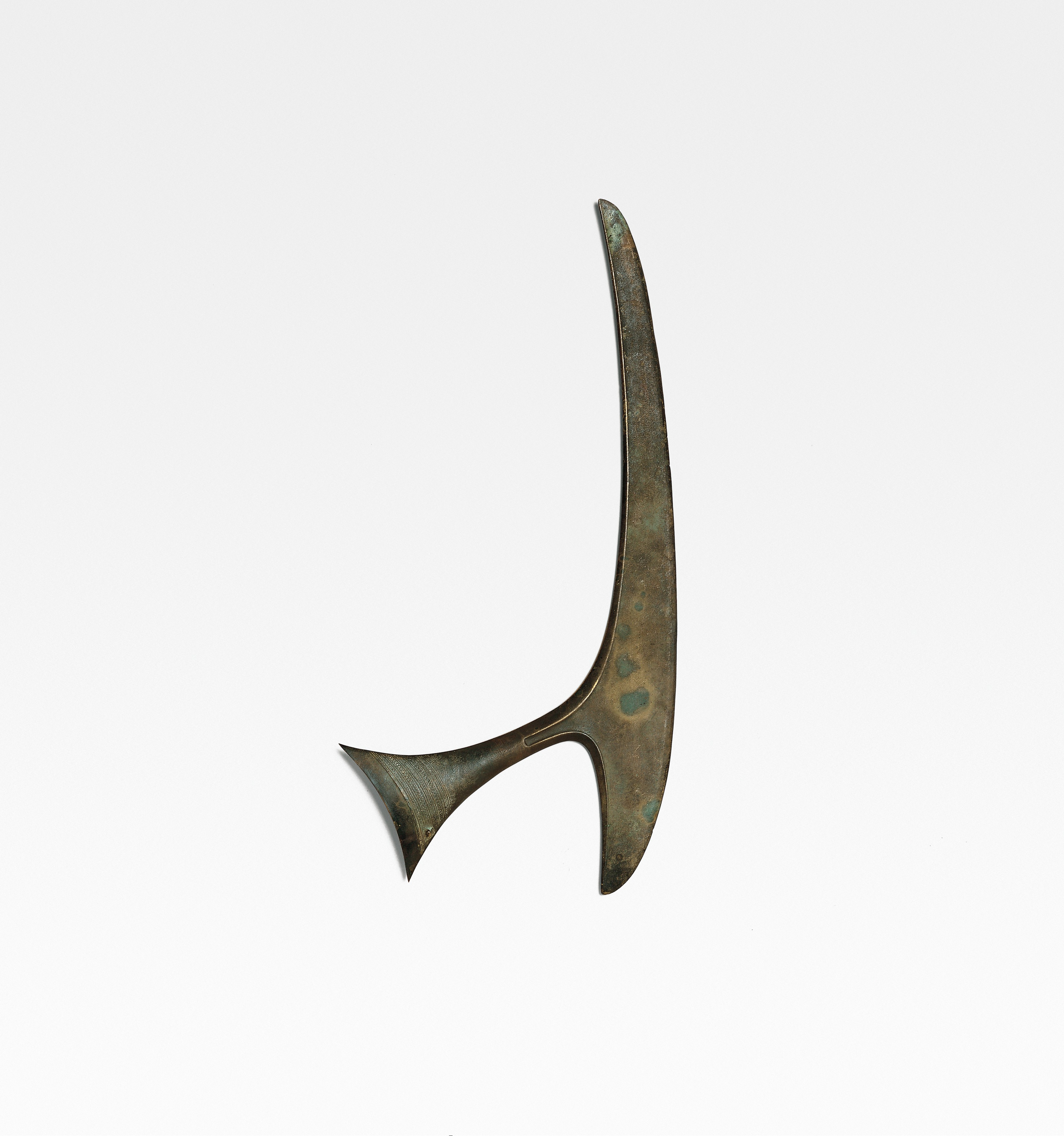
A lâmina em forma de machado de bronze contém delicados padrões; é também fraca demais para ser usada como arma ou ferramenta agrícola, algo que indica seu uso cerimonial.

O primeiro registo do uso do metal no arquipélago da Indonésia data de cerca de 500 a.C. A maioria dos primeiros objectos de bronze foram provavelmente usados para cerimónias. Descobertas de objectos de bronze a partir deste período são numerosos na Indonésia. Até mesmo as pessoas do lado oriental da Indonésia, que não tinham mostrado quaisquer sinais de contacto com o Hinduísmo proveniente do subcontinente Indiano, tinham desenvolvido sofisticadas técnicas de trabalho com metais. O bronze deve ter sido importado para estas ilhas, porque muitas pequenas ilhas como Bali ou Roti não minavam as matérias-primas necessárias para fazer bronze, e ainda assim artefactos de bronze foram encontrados, demonstrando uma produção de um material, por assim dizer, não natural destas ilhas.
Os machados de bronze cerimoniais continuaram a ser desenvolvidos durante a era pré-clássica entre o 1.º e 2.º século d.C. Durante este período, industrias de fundição de bronze floresceram, especialmente em Java e Bali. Estas indústrias foram, provavelmente, essenciais na fabricação de vários tipos de objectos de bronze na Indonésia, incluindo o machado. Vários tipos de machados de bronze foram descobertos por toda a Indonésia; inúmeros exemplares foram encontrados em Java, os grandes machados com esculturas antropomórficas e aqueles encontrados na Ilha de Roti e Makassar, assim como os machados de lâmina curva encontradas em muitos tamanhos, incluindo miniaturas. Estes achados arqueológicos de bronze eram objectos de centros de produção, indicando a sua utilização em cerimónias e uma próspera rede de comércio inter-ilhas no arquipélago Indonésio no primeiro milénio d.C..